# Auqakuh Vallis
Auqakuh Vallis és una antiga vall fluvial del Quadrangle Syrtis Major de Mart, situada a 30,4 ° de latitud nord i 299,9° de longitud oest. Són 312 de km, i rep el nom de "Mart" en quítxua (inca).

## Buttes
Molts llocs de Mart tenen buttes semblants a les de la Terra, com les famoses de Monument Valley, Utah. Les mantes es formen quan s'elimina la majoria d'una capa o capes de roques d'una zona. Les buttes solen tenir una capa dura i resistent a l'erosió a la part superior. La roca de la tapa fa que la part superior d'una butta sigui plana. En una imatge d'aquesta pàgina es mostra un exemple de butta al Quadrangle Syrtis Major.